# 戸出大仏

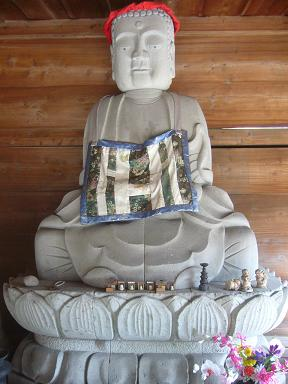
戸出大仏

戸出大仏（といでだいぶつ）は、富山県高岡市戸出町4丁目（旧・古中中町）の上使街道（旧・北陸道）沿いに建立されている阿弥陀如来座像。古中大地蔵菩薩（ふるなかだいじぞうぼさつ）、古中大地蔵尊（ふるなかだいじぞうそん）、古戸出石仏（ふるといでせきぶつ）などとも呼ばれる。

## 概要
- 高さは2.4メートル（仏像が1.8メートル、台座が0.6メートル）。
- 石造の大仏としては富山県内で最大。
- 井波の名石工である七次郎の作だと伝えられているほか、砺波地方で多くの作品を遺した（生涯に1000体の石仏を彫ったといわれる）名石工の森川栄次郎の作だとする説もある。

## 民俗
頭には螺髪（らほつ）が見られることから、地蔵（地蔵菩薩）ではないことは確かだが、地元では地蔵として親しまれ、毎年地蔵祭りも行われている。